# Promozione Calabria 1955-1956
La Promozione fu il massimo campionato regionale di calcio disputato in Calabria nella stagione 1955-1956.
A ciascun girone, che garantiva al suo vincitore la promozione in IV Serie a condizione di soddisfare le condizioni economiche richieste dai regolamenti, partecipavano sedici squadre, ed era prevista la retrocessione delle quattro peggio piazzate, anche se erano possibili aggiustamenti automatici per ripartire fra le appropriate sedi locali le squadre discendenti dalla IV Serie.
Questi sono i gironi organizzati dalla Lega Regionale Calabra per la regione Calabria.

## Squadre partecipanti
| Club                                              | Città (provincia)        | Stagione precedente |
| ------------------------------------------------- | ------------------------ | ------------------- |
| A.S. Acri                                         | Acri (CS)                |                     |
| A.S. Amantea                                      | Amantea (CS)             |                     |
| A.S. Belvedere                                    | Belvedere Marittimo (CS) |                     |
| C.R.A.L. Caffè Guglielmo                          | Catanzaro                |                     |
| U.S. Castrovillari                                | Castrovillari (CS)       |                     |
| S.S. Eugenio Sicilia Sez. Calcio "Emilio Morrone" | Cosenza                  |                     |
| U.S. Gioiese                                      | Gioia Tauro (RC)         |                     |
| U.S. Juventina                                    | Locri (RC)               |                     |
| A.C. Morrone                                      | Cosenza                  |                     |
| U.S. Palmese                                      | Palmi (RC)               |                     |
| U.S. Paolana                                      | Paola (CS)               |                     |
| U.S. Praia                                        | Praia a Mare (CS)        |                     |
| A.S.C. Rogliano                                   | Rogliano (CS)            |                     |
| U.S. Soverato                                     | Soverato (CZ)            |                     |
| A.C. Taurianovese                                 | Taurianova (RC)          |                     |
| U.S. Vibonese                                     | Vibo Valentia (CZ)       |                     |

## Classifica finale
|  | Pos. | Squadra              | Pt       | G   | V   | N  | P   | GF  | GS  | DR  |
|  | ---- | -------------------- | -------- | --- | --- | -- | --- | --- | --- | --- |
|  | 1.   | Taurianovese         | 37       | 28  | 18  | 1  | 9   | 76  | 27  | +49 |
|  | 2.   | Castrovillari        | 36       | 28  | 16  | 4  | 8   | 57  | 31  | +26 |
|  | 3.   | Palmese              | 35       | 28  | 14  | 7  | 7   | 45  | 30  | +15 |
|  | 4.   | Gioiese              | 33       | 28  | 13  | 7  | 8   | 53  | 35  | +18 |
|  | 5.   | Vibonese             | 32       | 28  | 12  | 8  | 8   | 42  | 31  | +11 |
|  | 6.   | Paolana              | 30       | 28  | 12  | 6  | 10  | 47  | 36  | +11 |
|  | 6.   | Eugenio Sicilia      | 30       | 28  | 10  | 10 | 8   | 41  | 34  | +7  |
|  | 8.   | Soverato             | 28       | 28  | 12  | 4  | 12  | 45  | 49  | -4  |
|  | 8.   | Amantea              | 28       | 26  | 11  | 6  | 9   | 46  | 65  | -19 |
|  | 10.  | Morrone              | 27       | 28  | 11  | 5  | 12  | 43  | 49  | -6  |
|  | 11.  | Rogliano             | 25       | 27  | 8   | 9  | 10  | 38  | 44  | -6  |
|  | 11.  | Juventina            | 25       | 28  | 9   | 7  | 12  | 52  | 61  | -9  |
|  | 13.  | Acri                 | 22       | 27  | 9   | 4  | 14  | 25  | 49  | -24 |
|  | 14.  | Belvedere            | 20       | 28  | 8   | 4  | 16  | 35  | 58  | -23 |
|  | 15.  | Caffè Guglielmo (-3) | 5        | 28  | 1   | 6  | 21  | 15  | 61  | -46 |
|  | ---  | Praia                | Ritirato |     |     |    |     |     |     |     |
|  |      |                      | 413      | 416 | 164 | 88 | 164 | 660 | 660 | 0   |

Legenda:
      Promosso in IV Serie 1956-1957.
      Retrocesso in Prima Divisione Calabra 1956-1957.
Regolamento:
Due punti a vittoria, uno a pareggio, zero a sconfitta.
Pari merito in caso di pari punti.
Note:
Caffè Guglielmo ha scontato 3 punti di penalizzazione in classifica per tre rinunce.
Mancano alcuni incontri di recupero non documentati.